# Far Cry Vengeance
Far Cry Vengeance es un videojuego de disparos en primera persona de 2006 desarrollado por Ubisoft Montreal y publicado por Ubisoft para Wii. Es una nueva versión de Far Cry Instincts: Evolution, lanzado originalmente para Xbox, y presenta controles modificados, nuevas armas, vehículos, y tres niveles adicionales. El juego recibió críticas en gran medida negativas por sus gráficos demasiado comprimidos y una IA enemiga deficiente, aunque los controles fueron elogiados.

## Jugabilidad
El juego aprovecha al máximo el Wii Remote y su accesorio Nunchuk. Por ejemplo, el jugador puede hacer que el personaje salte levantando el Nunchuk. Las armas se apuntan llevando el mando de Wii a la pantalla y los ataques cuerpo a cuerpo se llevan a cabo haciendo un movimiento cortante con él. El zoom de los rifles de francotirador se controla moviendo el mando hacia el televisor. Se incluye el Modo Caos en pantalla dividida (combate a muerte estándar). El popular modo de creación de mapas, y el juego en línea, no fueron incluidos en la versión de Wii y no se utilizan funciones de WiiConnect24.
Vengeance presenta contenido exclusivo que no está presente en la versión original de Far Cry Instincts: Evolution, incluidos tres nuevos niveles, tres mapas multijugador y nuevas armas, como el revólver Bull .44 de gran calibre, la AK-47 y una escopeta.

## Argumento
El juego comienza con el protagonista, Jack Carver, siendo abordado en un bar por una mujer llamada Kade, quien le pide encontrarse con ella. Él acepta, pero es arrestado antes de conocerla. Mientras se encuentra en prisión, se entera de que Kade está trabajando con un grupo de rebeldes. Posteriormente escapa cuando un hombre con poderes sobrenaturales llamado Semeru ataca la comisaría. Jack finalmente se encuentra con Kade en la playa y ella lo lleva a una isla donde los rebeldes le pidieron que realizara un tiroteo. En medio de esta misión, los rebeldes se vuelven contra Jack y Kade, y la pareja logra escapar y gran parte del juego a partir de ese momento gira en torno a atacar a los rebeldes.
Más adelante, Kade es capturada por Semeru, quien planea llevarla de regreso a la base rebelde. Jack intenta detenerlo, pero es atacado por una gran cantidad de rebeldes. Huye por el bosque y se encuentra con un hombre llamado Kien Do, que le pide ayuda a él. Después de varias batallas, Kien Do es capturado por las fuerzas rebeldes, y Jack los persigue hasta la base principal, donde encuentra el cadáver de Kien Do al pie de la montaña sobre la que se asienta la base. Jack sube a la montaña y lucha contra los soldados rebeldes en el camino. Cuando llega al lugar, encuentra a Semeru y Kade, y finalmente los derrota.

## Desarrollo
El juego estaba programado para ser presentado el 14 de septiembre de 2006 durante una conferencia de prensa de Nintendo, pero no estuvo en el evento. En cambio, los primeros detalles fueron revelados en el episodio 118 de VGM Daily Podcast el 5 de septiembre. El videojuego utiliza una versión portada de CryEngine utilizado en el juego Far Cry.

## Recepción
Far Cry Vengeance recibió críticas «generalmente desfavorables», según el agregador de reseñas Metacritic.
IGN le dio al juego un 4/10, aunque le dio a su jugabilidad un 7 y comentó que, en cuanto a jugabilidad, era «un shooter fundamentalmente divertido y la mayoría de los nuevos controles de Wii se sienten geniales, a pesar de que ni siquiera se ven ni la mitad de bien, como la versión de Xbox de hace un año». Paul Devlin de Videogamer.com le dio al juego un 5/10, afirmando: «Dado que la serie depende posiblemente de su apariencia, un juego de Far Cry debería mostrar lo mejor que la Wii puede ofrecer en lugar de ser simplemente un desastre, texturas borrosas que no estarían fuera de lugar en un juego de PlayStation 2».